# Gdzie dawniej śpiewał ptak
Gdzie dawniej śpiewał ptak (tyt. oryg. Where Late the Sweet Birds Sang) – powieść fantastycznonaukowa – antyutopia amerykańskiej pisarki Kate Wilhelm. Powieść ukazała się w 1976 i w następnym roku otrzymała nagrody Hugo, Locusa i Jupitera.
Tytuł jest cytatem z sonetu 73. Williama Shakespeare’a.

## Fabuła
W obliczu globalnego kryzysu ekologicznego zagrażającego Ziemi grupa naukowców zajmujących się genetyką zakłada w dalekich górach kolonię, która ma pozwolić przetrwać wybranym. Powstaje tam zunifikowane społeczeństwo złożone z klonów. Jednak natura jest silniejsza i nawet w takiej grupie rodzą się indywidualności.

## Polskie wydania
Polskie wydanie wydało wydawnictwo Czytelnik w 1981 w serii „Z kosmonautą”. Następnie ukazało się w 2007 nakładem wydawnictwa Solaris oraz w 2020 nakładem domu wydawniczego Rebis w ramach serii „Wehikuł Czasu”. Tłumaczem książki jest Jolanta Kozak.